# Марни (филм)
„Марни“ (на английски: Marnie) е американски психологически трилър от 1964 година на режисьора Алфред Хичкок по сценарий на Джей Пресън Алън. Премиерата му е на 22 юли 1964 година. Сценарият е екранизация на едноименния роман на Уинстън Греъм от 1961 година. Филмът завършва трилогията от филми за жертви на психопатични отклонения, започнала с филмите „Психо“ (1960) и „Птиците“ (1963). В главните роли играят Типи Хедрен и Шон Конъри.

## Сюжет
Внимание:  Текстът по-долу разкрива сюжета на произведението (или части от него)!
Мериън Холънд офейква с 10 000 долара, откраднати от сейфа на нейния работодател Сидни Стрът, глава на компания за данъчни консултации. Той, очарован от нея, я е наел без никакви препоръки. Марк Рътлънд, заможен вдовец, притежаващ издателство във Филаделфия, се среща със Стрът по бизнес. Научавайки за кражбата, той си спомня Марни от предишна среща.
Сменяйки външния си вид и идентичността си, Мериън, чието истинско име е Маргарет (Марни) Едгар, отива във Вирджиния, където купува кон на име Форио. След това посещава майка си Бърнис, която издържа финансово, в дома ѝ в Балтимор. Марни страда от повтарящи се кошмари и се отвращава от червения цвят, който ѝ причинява истерия.
След няколко месеца Марни, представяща се за Мери Тейлър, кандидатства за работа в издателството на Марк. Той я наема, след като я разпознава. Докато един уикенд работи извънредно с Марк, Марни получава паник-атака по време на буря. Марк я утешава, след което я целува. Те стават двойка.
Скоро след това Марни краде пари от компанията на Марк и отново офейква. Марк успява да я проследи до конюшнята, където тя държи Форио. Той я шантажира, като я кара да се омъжи за него, което много огорчава Лил, сестрата на починалата жена на Марк, която е влюбена в него. Лил става подозрителна, когато разбира, че Марк е изхарчил значителна сума пари, откакто се е оженил за Марни.
На медения им месец на круизен кораб Марни се съпротивлява на желанието на Марк за физическа интимност. Първоначално Марк уважава нейните желания, но във филма е намекнато, че я изнасилва извън кадър. На следващата сутрин тя се опитва да се удави в басейна на кораба, но Марк я спасява.
След като подслушва Марни, говореща по телефона, Лил разкрива на Марк, че майката на Марни не е мъртва, както Марни е претендирала. Марк наема частен детектив да разследва случая. По това време Лил чува как Марк казва на Марни, че се е изплатил на Стрът от нейно име. Лил злонамерено поканва Стрът и жена му на парти в имението Рътлънд. Стрът разпознава Марни, но Марк успява да го убеди да не прави нищо по въпроса. По-късно Марни разкрива за други нейни кражби. Марк ѝ предлага няколко варианта за справяне със ситуацията – тя да се предаде на полицията, вярвайки, че присъдата ѝ ще е по-лека поради психичните ѝ отклонения, или той лично да се разплати с жертвите от кражбите.
За да зарадва Марни, Марк взима Форио в имението. По време на лов за лисици, когато вижда червеното палто на един от ловците, Марни получава пристъп, побягва с Форио, но той се спъва в ограда по време на скок, пада и фатално си наранява крака. Марни неистово бяга до една къща в близост, сдобива се с оръжие и застрелва коня си. Крайно натъжена, тя се прибира вкъщи, където намира ключовете за офиса на Марк. Отваря сейфа му, но се оказва неспособна да вземе парите, дори когато Марк я намира и ѝ ги тика в ръцете.
Марк закарва Марни в Балтимор, за да я изправи срещу майка ѝ и да разбере истината за нейното минало. Пристигат по време на буря. Разбира, че Бърнис е била проститутка, когато дълбоко потиснатите спомени на Марни излизат на повърхността. Когато е била малко дете, един от клиентите на Бърнис се е опитал да я успокои по време на буря. Когато Бърнис го вижда да докосва Марни, е убедена, че се опитва да я насили, и го напада. Борейки се с него, тя пада и си наранява крака, което ѝ оставя физическа травма. Марни, уплашена и искайки да защити майка си, фатално удря мъжа по главата с ръжен. Кръвта му е причината за омразата ѝ към червения цвят, бурята от същата нощ причинява страха ѝ от светкавици и гръмотевици, а погнусата от физическа интимност се обяснява с насилието от мъжа. След убийството Бърнис е казала на полицията, че тя е убила мъжа, и се е надявала, че Марни ще забрави за случая. Разбирайки причината за своята травма, Марни моли Марк за помощ. Напускат дома на майка ѝ, държейки се за ръце.
Алфред Хичкок определя съдържанието на филма по следния начин: „Това е история за едно момиче, което не знае кое е. Тя е психопат, клептоманка, има фобия от секс, в крайна сметка разбира защо“.

## В ролите
| Актьор            | Роля                                                                   |
| ----------------- | ---------------------------------------------------------------------- |
| Типи Хедрен       | Марни Едгар/ Маргарет Едгар/ Пеги Никълсън/ Мери Тейлър/ Мариън Холанд |
| Шон Конъри        | Марк Рътланд                                                           |
| Даян Бейкър       | Лил Мейнуоринг                                                         |
| Мартин Гейбъл     | Сидни Стрът                                                            |
| Луиз Латъм        | Бернис Едгар, майка на Марни                                           |
| Боб Суини         | Боб, братовчед на Марк                                                 |
| Алън Нейпиър      | мистър Рътланд, баща на Марк                                           |
| Мариет Хартли     | Сюзън Клейбън, колежка на Марни                                        |
| Брус Дърн         | морякът от детството на Марни                                          |
| Милтън Селзър     | мъжът от хиподрума, който разпознава Марни                             |
| Джон Лонър        | Сам Уорд                                                               |
| Мег Уили          | госпожа Търпин                                                         |
| Джон Алвин        | шофьорът на хотела                                                     |
| Линдън Чилс       | офис служител                                                          |
| Луиз Лоример      | госпожа Стрът                                                          |
| Алфред Хичкок     | мъж в коридора                                                         |
| Кимбърли Бек      | Джесика (Джеси) Котън                                                  |
| Мелъди Томас Скот | малката Марни                                                          |

## Продукция
Хичкок работи с добре подготвен екип. За оператора Робърт Бъркс това е дванадесетият, макар и последен филм, който прави заедно с Хичкок. Дългогодишният монтажист на филмите на Хичкок Джордж Томазини умира малко след завършването на филма, а Бърнард Херман, който е предпочитаният филмов композитор на Хичкок от 1955 г. насам, не получава повече поръчки след това. За художествения директор Робърт Ф. Бойл, който вече е работил с Хичкок като сценограф през 1942 и 1943 г., това е третото му сътрудничество с Хичкок след „Птиците“ и „Север-северозапад“.

### Развитие и писане на сценария
Алфред Хичкок започва работата по адаптацията на едноименния роман на Уинстън Греъм през 1961 година. Назначава Джоузеф Стефано, сценаристът на наскоро излезлия филм на Хичкок „Психо“, да напише сценария за този филм. Стефано пише обширна филмова обработка от 161 страници. Първият избор на режисьора за главната женска роля е Грейс Кели, тогава вече принцеса на Монако. Тя се отказва от проекта заради критика от гражданите, които възразяват тя да участва във филм, особено като сексуално травмиран крадец. Също така, когато Кели се омъжва за принц Рение през 1956 година, тя не е подписала договора с МГМ, което би ѝ попречило да работи с друго студио. Вследствие Хичкок оставя филма настрана и започва работа по „Птиците“ (1963).
Докато все още снима „Птиците“, той възлага на Джоузеф Стефано, сценарист на „Психо“, да напише сценарий. Черновата на Стефано все още следва доста точно книгата – става дума за жена, ухажвана от двама мъже. Има я и ролята на психотерапевта, който подлага Марни на анализ.
След като завършва „Птиците“, Хичкок се връща към адаптацията на романа на Уинстън Греъм. Стефано се отказва от проекта поради ангажираността си към сериала The outer limits на канал Ей Би Си. Еван Хънтър, сценаристът на „Птиците“, работи върху „Марни“ с Хичкок. Във версията на Хънтър ролята на психиатъра отпада и Марк сам започва психотерапевтични опити. Любовната интрига между двама мъже и една жена се превръща в любовен триъгълник от един мъж и две жени в книгата на Хънтър – Марк, ревнивата му снаха и Марни. Хънтър бил недоволен от сцената с изнасилването в романа, тъй като смятал, че публиката ще изгуби симпатията си към мъжа в главната роля. Режисьорът обаче бил много ентусиазиран за сцената, описвайки на Хънтър как искал да я снима:
„Хич вдигна ръцете си, както режисьорите правят, когато рамкират кадър. Дланите навън, пръстите се докосват, палците изпънати и оформяйки перфектен квадрат. Доближавайки ръцете си към лицето ми, като камера, приближавайки се за близък кадър, той каза: „Еван, когато той ѝ го вкарва, искам камерата да е точно на лицето ѝ“.
Хънтър написва чернова със сцената с изнасилването, но прави и допълнителен резервен вариант, умолявайки Хичкок да използва него. Хичкок обаче изготвя сторибордове за филмите си, в които освен съдържанието и последователността на филма уточнява подробно кадрите (дълги кадри, близки планове, осветление) и монтажа. Той не търпи намеса или промени от страна на сценаристите, чиято задача е да напишат за него единствено текстовете на диалозите. Самият Хичкок казва за своите сценарии: „Аз правя две трети от книгата, преди да започне да я пише, и една трета, след като я напише. Но със сигурност няма да взема нищо от това, което той сам е вложил в сценария, освен думите. Имам предвид всякакъв вид кинематографично разказване – откъде може да знае за това?“. Всеки един кадър е сториборд и се снима само в тази версия. Хънтър е уволнен и заменен през май 1963 г. от Джей Пресън Алън, която никога преди това не е писала сценарий. Неговата заместничка по-късно му казва: „Сцената, която те дразни, е причината Хичкок да направи филма. Сам си написа билета обратно към Ню Йорк.“ Също както Хънтър не е знаел за по-ранната работа на Стефано върху „Марни“, така и Пресън Алън не е била информирана, че е третата сценаристка, която работи върху адаптацията.

### Подбор на актьорския състав
Според кралския биограф Крейг Браун Хичкок предлага на принцеса Грейс главната роля през март 1962 г. Тя приема, но в Монако реакцията е категорично отрицателна. Както пише той: „Хората на Монако не харесваха идеята тяхната принцеса да бъде заснета да се целува с друг мъж. Те дори не подозираха, че Хичкок е имал планове и да я изнасили“. Филмът се разработва по време на напрегнат период в политическите отношения между Франция и Монако, в който Франция заплашва да отнеме специалния статут на Монако, което кара управляващата династия Грималди да се стреми да запази публичния имидж на страната. Обявлението на Грейс, че ще дари хонорара си от 800 000 долара за благотворителни организации в Монако, не успокоява критиците и тя се отказва от проекта през юни същата година.
След новината за невъзможността Кели да участва, Мерилин Монро също е сред спряганите имена за ролята на Марни. В интервю Хичкок отговаря уклончиво, че това е „интересна идея“. В книгата си Hitchcock and the making of Marnie Тони Лий Морал разкрива, че от студиото Paramount Pictures предлагат на Хичкок актрисата Лий Ремик за главната роля. Хичкок обмисля и други две актриси, които, подобно на Хедрен, са под личния му договор – Вера Майлс и Клер Грисуолд, съпруга на режисьора и актьор Сидни Полак. Ева Мари Сейнт, звездата от филма на Хичкок „Север - северозапад“ (1959), и Сюзън Хемпшир също безуспешно се стремят към ролята.
Работата по филма е отложена и Хичкок заснема първо „Птиците“ с Типи Хедрен в главната роля. Хичкок вижда Хедрен от реклама за диетична напитка. Типи няма голям предишен опит в киното, работила е като модел и в телевизионни предавания. Хичкок я кани в дома си и в крайна сметка на пробни снимки. Снимките, в които я кара да изиграе сцени от предишните му филми, продължават два дни и струват на MGM 25 000 долара. Докато снима „Птиците“, той ѝ предлага ролята на Марни. Хедрен казва на писателя Моръл, че е била „изумена“, че Хичкок ѝ предлага тази „невероятна роля“, наричайки я „възможност, която се случва веднъж в живота“. През 2005 г., повече от 40 години след излизането на филма, Хедрен заявява в интервю, че „Марни“ е по-любимият ѝ от двата филма, които прави с Хичкок, заради интригуващия, сложен и предизвикателен персонаж, който играе.
Актьорът, играещ в главната мъжка роля, Шон Конъри се притеснява, че договорът му с Eon Productions както за филми за Джеймс Бонд, така и за други филми, ще ограничи кариерата му. Когато го питат какво иска да прави, Конъри отговаря, че иска да работи с Алфред Хичкок, което Eon успяват да уредят. Според Джей Пресън Алън Хичкок е гледал кадри на Конъри с нея и е намерил британския актьор за подходящ за ролята, въпреки характерния му шотландски акцент. Конъри тъкмо приключва със снимките на филма „Доктор Но“, когато получава покана да изиграе главната мъжка роля във филм, режисиран от Хичкок. Конъри, който трябвало да започне снимките на следващия филм за Бонд след „Марни“ и който се опасявал, че ще се ограничи до ролята на екшън герой, веднага се съгласява. Марк Рътланд е първата голяма характерна роля на Конъри, а също и стъпка към Холивуд.
Шон Конъри изненадва много хора по онова време, като иска да види сценария. Това действие е предизвикано от опасението да не бъде типизиран като шпионин. Конъри не иска да прави вариация на „Север-северозапад“ или Notorious, филми на шпионска тематика, режисирани от Хичкок, с участието на Кари Грант. Когато агентът на Хичкок му казва, че Грант не е поискал да види дори един от сценариите на Хичкок, Конъри отговаря: „Аз не съм Кари Грант.“ Хичкок и Конъри се разбират добре по време на снимките. Конъри също така казва, че е доволен от филма „с известни резерви“.
За Луиз Латам, която играе майката на Марни – Бърни Едгар, това е първата ѝ роля в игрален филм. По това време Латам е на 42 години (само със седем години по-възрастна от Типи Хедрен) и трябва да изиграе едновременно ролята на привлекателна блондинка на малко повече от 20 години и на по-възрастната майка на Марни.

### Заснемане – дизайн и фотография
В документалния филм за създаването на DVD изданието Хилтън А. Грийн обяснява, че снимките е трябвало да започнат на 25 ноември 1963 г. в Universal City Studios в Калифорния. Наложило се да бъдат отложени, тъй като бил обявен национален траур за смъртта на Джон Кенеди, убит три дни по-рано. Снимките приключват на 14 март 1964 г.
По-голямата част от кадрите се заснемат в студиото. Сцените на открито са заснети на състезателното игрище Атлантик Сити в Мейс Ландинг, на гарата на 30-та улица във Филаделфия и на лов за лисици в планините Блу Ридж във Вирджиния. Повечето от сградите като например хотелът, в който Марни отсяда във Вирджиния, са пресъздадени в студиото по действителни модели, а подходящите фонове са добавени чрез матиране или задно прожектиране. Улицата в Балтимор, където живее майката на Марни, също е пресъздадена в студиото. Докато в Балтимор улицата завършва с гледка към хълмист пейзаж, във филма улицата завършва с пристанище, на което акостира огромен океански лайнер.
За близките планове на Хедрен и Даян Бейкър по време на лов на лисици Хичкок използва бягаща пътека и „механичен кон“ на компанията „Уолт Дисни“. Конят Форио е дублиран в тези сцени. Прическите на Хедрен са създадени от френския фризьор на звезди Александре дьо Парис, а гардеробът на Хедрен и Бейкър е проектиран от многократно награждаваната с „Оскар“ дизайнерка на костюми Едит Хед.
Хичкок се обръща към своя художествен ръководител и сценограф Робърт Ф. Бойл на ранен етап от разработката на сценария. „Марни“ е петият им съвместен филм след „Непознатият във влака“ (1951). Дизайнът на продукцията и фоновете играят изключителна роля във филмите на Хичкок: „Всички фонове трябва да функционират“, казва Хичкок в едно интервю. За разлика от обичайната практика в Холивуд по това време дългогодишният му оператор Робърт Бъркс също участва в създаването на сториборда от сравнително ранен етап.

#### Цветове
Спорове сред техническите му сътрудници предизвиква очевидната според тях изкуственост в сценографията, но Хичкок настоява за това въпреки възраженията им. Почти целият филм, заснет в Technicolor, е изпълнен в неутрални пастелни цветове – бяло и приглушени нюанси на червеникавокафяво, бежово и зелено, сиво.
Марк Рътланд обикновено носи сиво, а Марни се облича в приглушени цветове – бяло, кафяво, сиво или черно. Силните, чисти цветове имат драматична функция във филма. Освен черно или тъмночервено Лил за пръв път носи оранжево и отровно зелено, когато започва да разгръща интригите си. При първата поява на Марни във филма жълтият цвят доминира под формата на чантата ѝ с плячката, поставена на видно място в картината. Жълтото се повтаря в роклята ѝ в момента, в който тя е напълно щастлива, качва се боса на неоседлания Форио и тръгва в галоп.
Червеното, особено червеното върху бяло като кървавочервените мастилени пръски върху блузата на Марни в една от сцените, винаги е сигнал за паническите ѝ пристъпи. Бъркс използва червени филтри в тези сцени. Когато Марни си спомня за травматичната нощ в дома на майка си, от главата на моряка се стича гъста червена кръв, която накрая залива целия екран. В сцените с ретроспекции Бъркс работи с телеобективи и широкоъгълни лещи, с които вече е експериментирал във „Вертиго“.

### Музика
Хичкок забелязва силна прилика между музиката на Херман за „Радост в утрото“ и „Марни“ и смята, че Херман се повтаря. Музиката на Херман за „Марни“ включва откъси в специалния му албум за Decca Records. По-късната музика на Херман за филма на Трюфо „Булката носеше черно“ (1968 г.) също повтаря основната тема в „Марни“, макар и леко променена.
Музиката за „Марни“ е седмото и последно сътрудничество на Херман с Хичкок след шест предишни филма. Херман завършва музиката за следващия филм на Хичкок – „Разкъсана завеса“ (1966), но тя е отхвърлена от Хичкок. След това Хичкок го заменя с Джон Адисън, но остава с това еднократно сътрудничество.
Музиката на Херман съпровожда сцените във филма, които се случват в настоящето. Спомените на Марни, заснети в избледнели цветове, почти черно-бели, които не са придружени от музика, са очевидно различни. Всъщност има няколко сцени, които са безмълвни, без саундтрак, най-много с няколко диалога – пример с разчистването на сейфа.
Съществуват редица записи на партитурата на „Марни“, както в сборни, така и в отделни албуми. През 2000 г. Кралският шотландски национален оркестър под диригентството на Джоел Макнийли прави пълен презапис. Нито едно от тези презаписвания обаче не възпроизвежда заглавната музика така, както тя се чува в началните надписи. Основната тема на филма се появява и като поп баладата Marnie на Нат Кинг Коул, макар и без особен успех.

#### Детската песен
Когато Марни посещава майка си в Балтимор с чанта от крокодилска кожа на ръката, децата пеят стиховете: „Майко, майко, аз съм болен, повикайте лекаря отвъд хълма. Дойде лекарят, дойде медицинската сестра, дойде дамата с чантата от алигатор. „Морбили“, каза докторът, „Паротит“, каза медицинската сестра, „Нищо“, каза дамата с алигаторската чантичка. Излиза докторът, излиза медицинската сестра, излиза дамата с алигаторската чантичка“. Рецитират стиховете за втори път в края на филма, когато Марни и Марк напускат къщата.

### Хичкок – поява
В първите няколко минути на филма се вижда как Хичкок излиза от хотелска стая и следи с погледи Марни, която върви по коридора с портиер. Хичкок се обръща и гледа директно в камерата.

## Теми
С „Марни“ Алфред Хичкок прави третия и последен филм от поредицата игрални филми, които режисира в периода 1960 – 1964 г. след „Боря се за теб“ (1945) с Ингрид Бергман и Грегъри Пек, в който интензивно се разглеждат психологически теми. Докато в „Психо“ в главната роля е психопатът Норман Бейтс, а в „Птиците“ се разглеждат отношенията между главната героиня (също Типи Хедрен) и майката на нейния приятел, в „Марни“ става дума не само за причината за клептоманията на Марни. Като особена форма на фетишизъм филмът засяга и почти маниакалната фиксация на Марк върху тази жена, който въпреки или заради нейните лъжи, измами и съпротива срещу ухажванията му, не я пуска.
Общото и за трите филма е проблематичната връзка с майката на един от двамата герои. Други теми са доминиращото поведение, сексуалността и насилието, както и ревността, съчетана със злоба, на които Марни се чувства изложена в отношенията си с Лил, а и с Джеси.

## Критика
След излизането на „Марни“ Хичкок се сблъсква с критики от няколко вида. Той е критикуван за твърде очевидно наличие на технически обработки (нереалистични декорации, твърде видими специални ефекти). На своите критици режисьорът отговаря: „Не, не, всичко ми се струва, че работи перфектно“.
Коментаторите се питат дали това е грешка или избор. Вглеждайки се внимателно, човек може да избере само второто тълкуване. Ловната сцена например, с нейните специални ефекти, които карат Марни да изглежда откъсната от фона, понякога е оценявана като визуален плачевен ефект, защото е твърде нереалистична. Всъщност изкуствеността прави сцената по-силна – чрез визуалното изолиране на Марни цялата психологическа изолация на героинята е подчертана. Корабът, който се намира до мястото, където живее майка ѝ, също изглежда много нереалистичен. Той напомня на Марни за моряците, които все още преследват кошмарите ѝ. Пейзажът има своето място тук и вместо да вреди на сцената, подчертава нейната сила.
Използването на транспаранти и екстравагантни декорации вероятно се обяснява с влиянието, което Немският експресионизъм оказва върху младия Хичкок. Очевидно през целия английски период (помислете за бърлогата на разбойниците в „Страноприемница Ямайка“), това влияние остава забележимо в американските филми: по този начин домът на Бейтс (в „Психо“) би могъл да служи като подслон за д-р Калигари. Да не говорим за използваните от Хичкок непропорционално увеличени падащи сенки като Фриц Ланг.
Хладните реакции към излизането на „Марни“ без съмнение могат да се обяснят с факта, че публиката е изненадана, очакваща да види нов „Психо“, „Прозорец към двора“ или „Север-северозапад“, а не психологически трилър. За пореден път Хичкок успява да изненада.
Касовият успех на „Марни“ напълно обезпокоява Хичкок. Той носи 7 млн. щ.д. при бюджет от 3 млн. щ.д., докато „Психо“ примерно му носи 50 млн. щ.д. при бюджет от 806 947 щ.д.

## Операта „Марни“
Премиерата на операта е на 18 ноември 2017 г. в Английската национална опера със Саша Кук в ролята на Марни. Следващата постановка е в Метрополитън опера, Ню Йорк, на 19 октомври 2018 г. с Изабел Леонард в главната роля. Операта е излъчвана по целия свят на живо от Метрополитън чрез сателит на 11 ноември 2018 г. в зали Pathé.

## Скандалът Хичкок – Хедрен
Типи Хедрен твърди, че Хичкок прави сексуални намеци към нея по време на снимките на „Птиците“, а по време на заснемането на „Марни“ той я е „притискал сексуално още по-открито, грубо и жестоко“. Хедрен не се поддава на ухажванията му. Иска да бъде освободена от договора си, но той отказва.
В автобиографията си Tippi. A Memoir 86-годишната Хедрен отправя сериозни обвинения към Хичкок за сексуален тормоз и унищожаване на филмовата ѝ кариера. Той е реагирал с ревност на контактите ѝ с актьори мъже, а Род Тейлър и Шон Конъри са получили инструкции „да не я докосват“. След като тя ясно го отблъсква, режисьорът и звездата според сведенията общуват само чрез трети лица.
На въпроса на журналист от Die Zeit: „Вашето мнение за изкуството на Хичкок повлияно ли е от преживяванията Ви?“, тя обаче отговаря: „Не. Дълбоко се възхищавам на филмите му. „Марни“ е дело на един гений. Тази хипнотична образност! Филмът показва какво се случва, когато не се справим с травматично преживяване. По онова време сред американската общественост нямаше съзнание, че едно ужасно преживяване може да повлияе на целия живот. „Марни“ беше пробив, почти визионерски.“ На въпроса „Знаеше ли съпругата на Хичкок Алма за него?“ тя отговаря: „Тя дори се обърна към мен за това. Каза ми: „Много съжалявам, че трябва да преминеш през това“. Погледнах я зашеметено и казах: „Можеше да го спреш да го направи“. Но всичко се въртеше около него, майстора. Те му позволиха да се измъкне от всичко.“.

## Интересни факти
„Марни“ става събитие поради няколко причини. В него за последен път „блондинката на Хичкок“ играе главна роля в неговите филми. С този филм се прекратяват сътрудничествата между Хичкок и оператора Робърт Бъркс, който умира през 1968, монтажиста Джордж Томазини, който умира скоро след премиерата на „Марни“, и композитора Бърнард Хърман, който е уволнен по време на снимането на следващия филм на Хичкок „Разкъсаната завеса“ (1966).
Уинстън Греъм разкрива три случая, които го вдъхновяват да напише романа си:
- младата детегледачка на детето му е била привлекателно момиче, което често си взимало душове и получавало писма от майка си за опасностите от връзките с мъже; интересувала се от езда;
- статия във вестник за жена, която променя външния си вид всеки път, когато смени работата си; краде от работодателите си;
- майка на три деца, чийто съпруг отплава, има връзки с редица моряци, забременява, убива новороденото си дете; арестувана е, но е оправдана за пристъп на лудост; скоро след това най-малкият ѝ син става крадец.[2]